# 拉布拉多
拉布拉多是加拿大一個地區，位處大西洋沿岸，與一海之隔的紐芬蘭島組成加拿大的紐芬蘭與拉布拉多省。拉布拉多是該省的陸地部分，位於拉布拉多半島的東北部。
根據2006年的人口普查，拉布拉多的人口有26,364人，當中約30%為原住民（包括因紐特人、第一民族（因奴人）和梅蒂人）。拉布拉多的總面積（連鄰近島嶼及内陸水平面）有294,330平方公里，陸地面積則有269,073.3平方公里，與新西蘭的面積相若。
早在10世紀，古代的斯堪的納維亞的海員（維京人）就曾到過這裡的海岸，而拉布拉多的名字則來自葡萄牙探險家約翰·費南德斯·拉佛拉多（João Fernandes Lavrador）。拉佛拉多連同佩魯·德·巴塞洛斯（Pêro de Barcelos）在1498年成為繼維京人後第二批發現拉布拉多的歐洲人。

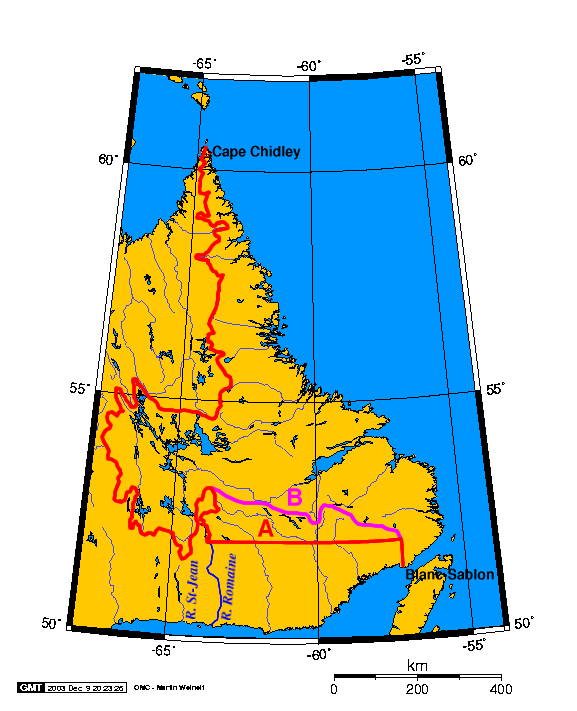
拉布拉多界線。A線為樞密院所劃；B線有時在魁北克省使用。

拉布拉多於1809年從下加拿大（今魁北克省）移轉至紐芬蘭，但拉布拉多與魁北克省的陸地界线卻到1927年才明確劃分。
拉布拉多犬是一種起源於本地區的犬種。

## 引用
1. ↑  . GeoSearch. 2012  [27 February 2016]. （原始内容存档于2020-07-26）.
2. ↑  . Statistics Canada. 24 October 2012  [20 March 2014]. （原始内容存档于2019-01-07）.
3. ↑  .   [2018-01-22]. （原始内容存档于2017-09-12）.
4. ↑  .   [2021-11-14]. （原始内容存档于2021-11-14）.